# Адольф Боймкер
Адольф Георг Генріх Клеменс Вінценц Боймкер (нім. Adolf Georg Heinrich Klemens Vinzenz Baeumker; 14 липня 1891, Бреслау — 4 березня 1976, Бад-Годесберг) — німецький інженер і військовий чиновник, міністерський диригент. Один із керівників літакобудування Третього Рейху. 

## Біографія
19 вересня 1908 року вступив в 132-й піхотний полк. Учасник Першої світової війни. В 1920/27 роках служив у комісії з перемир'я, а потім в Імперському військовому міністерстві. 1 квітня 1927 року перейшов на цивільну службу урядовим радником. 1 лютого 1933 року переведений в люфтваффе і призначений начальником відділу Імперського комісаріату авіації. 5 травня 1933 року очолив відділ LC I Технічного Управління. Керований ним відділ займався питаннями наукових досліджень у галузі авіації, і Боймкер керував усіма напрямками нових розробок, що проводилися на найбільших заводах авіапромисловості Німеччини. З 18 травня 1944 року — чиновник для особливих доручень при головнокомандувачі люфтваффе. В травні 1945 року залишив службу.

## Нагороди
- Залізний хрест 2-го і 1-го класу
- Нагрудний знак пілота-спостерігача (Пруссія)
- Орден Альберта (Саксонія), лицарський хрест 2-го класу з мечами
- Королівський орден дому Гогенцоллернів, лицарський хрест з мечами
- Нагрудний знак польового пілота (Австро-Угорщина)
- Пам'ятний знак пілота (Пруссія)
- Почесний хрест ветерана війни з мечами (1934)
- Медаль «За вислугу років у Вермахті» 4-го, 3-го і 2-го класу (18 років; 2 жовтня 1936) — отримав 3 нагороди одночасно.
- Медаль «У пам'ять 1 жовтня 1938»
- Почесний сенатор Вищого технічного училища в Брауншвейзі (2 липня 1941)
- Орден «За заслуги перед Федеративною Республікою Німеччина», командорський хрест (15 липня 1961)
- Медаль міністерства Повітряних сил за відмінну цивільну службу (США; 1973)